# Zletilost

Věk zletilosti v různých zemích světa:
21
20
19
18
17
16

Zletilost neboli plnoletost označuje věk, jehož dosažením člověk nabývá plné svéprávnosti.
Věk zletilosti může (ale nemusí) korespondovat s věkem pro uzavření sňatku, věkem voličského práva, věkem, od kterého lze konzumovat alkoholické či tabákové výrobky, věkem ukončení školní docházky, věkem pro způsobilost k pohlavnímu styku, věkem kulturní dospělosti, věkem pro řízení motorových vozidel.

## Zletilost v České republice
V České republice je zletilost pro celý právní řád upravena v občanském zákoníku, který v § 30 stanoví, že zletilosti se nabývá až dovršením 18. roku věku. Před dosažením tohoto věku se plné svéprávnosti nabývá přiznáním svéprávnosti soudem (emancipací), nebo uzavřením manželství, přičemž takto jednou nabytá svéprávnost se pak neztrácí ani zánikem manželství, ani prohlášením manželství za neplatné.
Nezletilý, který nenabyl plné svéprávnosti, má způsobilost jen k těm právním jednáním, která jsou přiměřená objektivní rozumové a volní vyspělosti jeho vrstevníků. Ovšem podle § 32 a 33 občanského zákoníku mu může jeho zákonný zástupce udělit souhlas k určitému právnímu jednání nebo k dosažení určitého účelu, případně s přivolením soudu souhlas k samostatnému provozování obchodního závodu nebo k jiné obdobné výdělečné činnosti. Každý nezletilý starší 15 let se navíc vždy může samostatně uvázat v pracovní poměr.

## Historie
Kniha tovačovská (1481–1490) uvádí dospělost pro pány 16 let u mužů a 14 let u dívek, pro rytíře 17 let u mužů a 15 let u dívek a pro měšťany 18 let u mužů a 16 let u dívek. Roku 1549 byla stanovena hranice dospělosti mužů na 20 let pro šlechtu (platné do roku 1811) a 18 let pro měšťany, u dívek vždy 15 let.
Podle Všeobecného zákoníku občanského, který začal platit na území dnešní České republiky 1. ledna 1812, byla až do roku 1919 stanovena zletilost na 24 let. Zákonem 447/1919 sb. se věk nabytí zletilosti snížil na 21 let. Roku 1950 byla hranice zletilosti snížena z 21 let na 18 let.